# Gina Prince-Bythewood
Gina Prince-Bythewood, född 10 juni 1969 i Los Angeles, är en amerikansk regissör och manusförfattare
Prince-Bythewood inledde sin karriär på 90-talet som manusförfattare till flera TV-serier. Som regissör har hon bland annat regisserat långfilmerna The Secret Life of Bees (2008), Beyond the Lights (2014) och The Woman King (2022).